# Mieczysław Nowak
Pour les articles homonymes, voir Nowak.
Mieczysław Nowak (né le 22 décembre 1936 à Chomęcice - mort le 17 mai 2006 à Nowy Dwór Gdański) est un haltérophile polonais.

## Carrière
Dans sa jeunesse il pratique des différents sports, en particulier la boxe. Il commence son aventure avec l'haltérophilie en 1955 dans le club de LZS Wołów. Champion du monde en 1970, trois fois champion d'Europe, il participe aux Jeux olympiques de 1964, 1968 et 1972 et remporte la médaille de bronze à Tokyo. Il devient quatre fois champion de Pologne et établit treize records nationaux,.
Après avoir mis un terme à sa carrière il devient entraîneur.

## Palmarès

### Jeux Olympiques
- Médaille de Bronze lors des Jeux olympiques de 1964 à Tokyo (Japon)

### Championnats du Monde
- Médaille d'Or lors des Championnats du Monde 1970 à Columbus (États-Unis)
- Médaille d'Argent lors des Championnats du Monde 1965 à Teheran (Iran)
- Médaille d'Argent lors des Championnats du Monde 1966 à Berlin-Est (RDA)

### Championnats d'Europe
- Médaille d'Or lors des Championnats d'Europe 1965 à Sofia (Bulgarie).
- Médaille d'Or lors des Championnats d'Europe 1966 à Berlin-Est (RDA).
- Médaille d'Or lors des Championnats d'Europe 1968 à Leningrad (URSS).
- Médaille d'Argent lors des Championnats d'Europe 1970 à Szombathely (Hongrie).
- Médaille de Bronze lors des Championnats d'Europe 1972 à Constanța (Roumanie)

### Championnats de Pologne
- Médaille d'Or aux Championnats de Pologne 1965, 1966, 1967 et 1970
- Médaille d'Argent aux Championnats de Pologne 1962, 1963, 1964 et 1972
- Médaille de Bronze aux Championnats de Pologne 1960